# Plac św. Józefa w Kaliszu

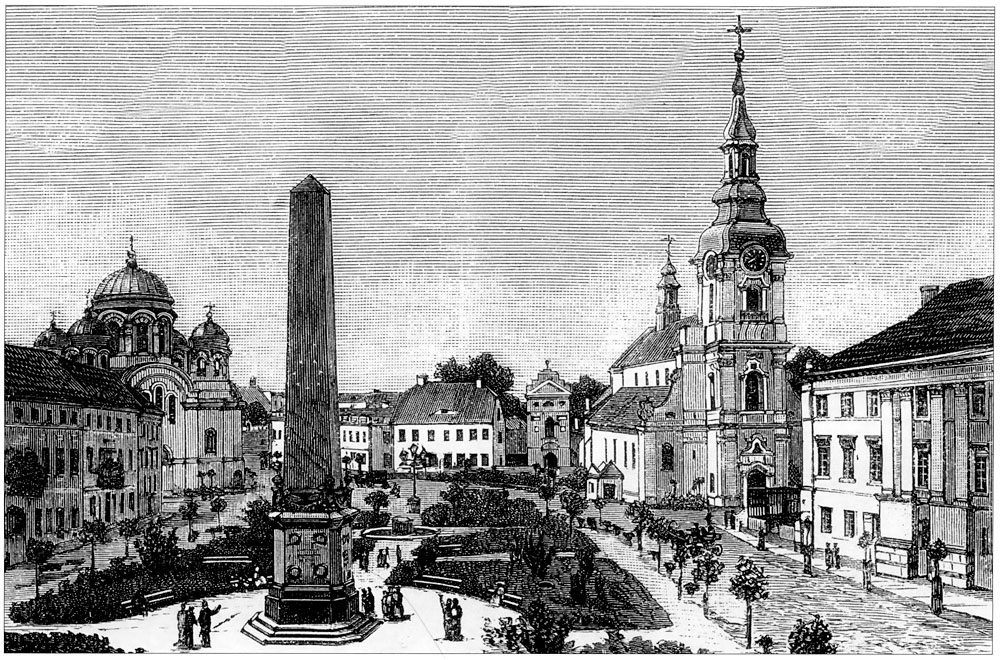
Plac św. Józefa, rycina, 1877

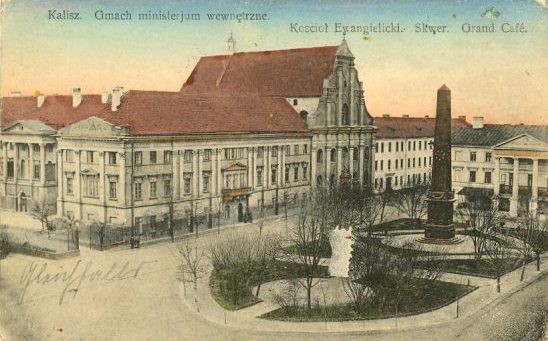
Plac św. Józefa, około 1910

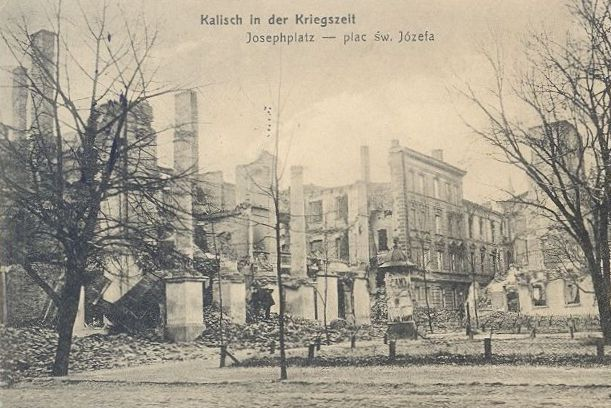
Plac św. Józefa, ruiny pałacu Weissów (1914)

Plac św. Józefa w Kaliszu, plac w Kaliszu, w Śródmieściu, klasycystyczny, wytyczony w 1818 według projektu Sylwestra Szpilowskiego, nieregularny, pięciokątny, u wylotu czterech ulic, zburzony w 1914, odbudowany w niejednolitym stylu architektonicznym, zmodernizowany w latach 1935–1936 i 1998–1999; zespół cennych obiektów zabytkowych, wraz z założeniem urbanistycznym miasta lokacyjnego wpisany do rejestru zabytków w 1956.
W powieści Noce i dnie (1931–1934) Marii Dąbrowskiej pl. św. Józefa nazwany jest placem Świętojańskim.

Okna wychodziły na rozległy plac Świętojański, na skwer z pomnikiem i studnią o najlepszej w Kalińcu wodzie na herbatę. Skwer był cokolwiek na prawo, a wprost okien widać było zielone wejście do parku, mające po jednej stronie kościół farny, po drugiej, odgrodzony od placu murem, dziedziniec starego pałacu, będącego siedzibą gubernatora. Na ten dziedziniec i na rozpostarty w jego głębi fronton pałacu pani Barbara spoglądała wojowniczo, lecz i ciekawie.

## Historia
Plac ten często był miejscem różnych wydarzeń i manifestacji. Ustawiano również na nim różnorodne pomniki - w latach 1841–1927 stał tu pomnik przymierza między Rosją i Prusami, następnie pomnik ku czci poległych żołnierzy 29 Pułku Strzelców Kaniowskich; zniszczony został przez hitlerowców. W 1999 r. stanął tutaj pomnik Jana Pawła II, którego autorem był Jan Kucz. Po śmierci papieża 2 kwietnia 2005 zapłonęły pod nim tysiące zniczy.

## Dane placu
Plac św. Józefa nie ma regularnego kształtu - przypomina zaokrąglony trapez prostokątny. Odchodzą od niego następujące ulice:
- róg północny - plac Jana Pawła II
- róg południowy - ulica Kolegialna
- róg wschodni - ulice Mariańska i A. Chodyńskiego

## Obiekty
- ING Bank Śląski, nr 1
- Bank Spółdzielczy Ziemi Kaliskiej, nr 5
- Biuro Wystaw Artystycznych, nr 5
- Prokuratura Rejonowa, nr 5
- pałac Komisji Wojewódzkiej Kaliskiej, nr 5
- bazylika kolegiacka Wniebowzięcia NMP, nr 7
- EMPiK, nr 12
- kościół św. Wojciecha i św. Stanisława (do ul. Kolegialnej 2)
- pomnik Jana Pawła II